# Rugege (periodiskt vattendrag i Burundi, Gitega)
Rugege är ett periodiskt vattendrag i Burundi.   Det ligger i provinsen Gitega, i den centrala delen av landet, 70 kilometer sydost om huvudstaden Bujumbura.
Omgivningarna runt Rugege är en mosaik av jordbruksmark och naturlig växtlighet. Runt Rugege är det tätbefolkat, med 286 invånare per kvadratkilometer.